# 1 de março
1 ou 1.º de março é o 60.º dia do ano no calendário gregoriano (61.º em anos bissextos). Faltam 305 dias para acabar o ano.

## Eventos históricos

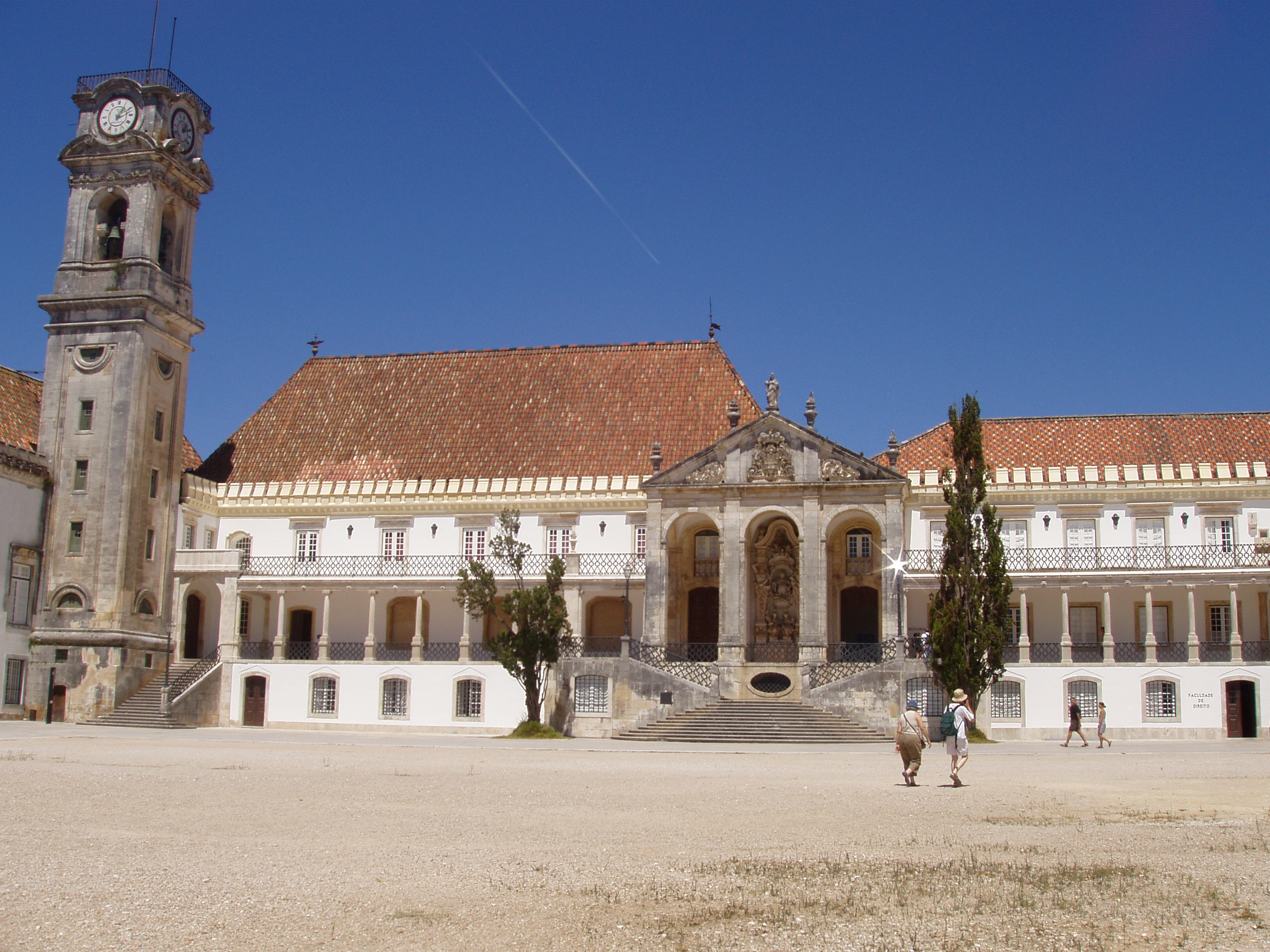
1290: Universidade de Coimbra

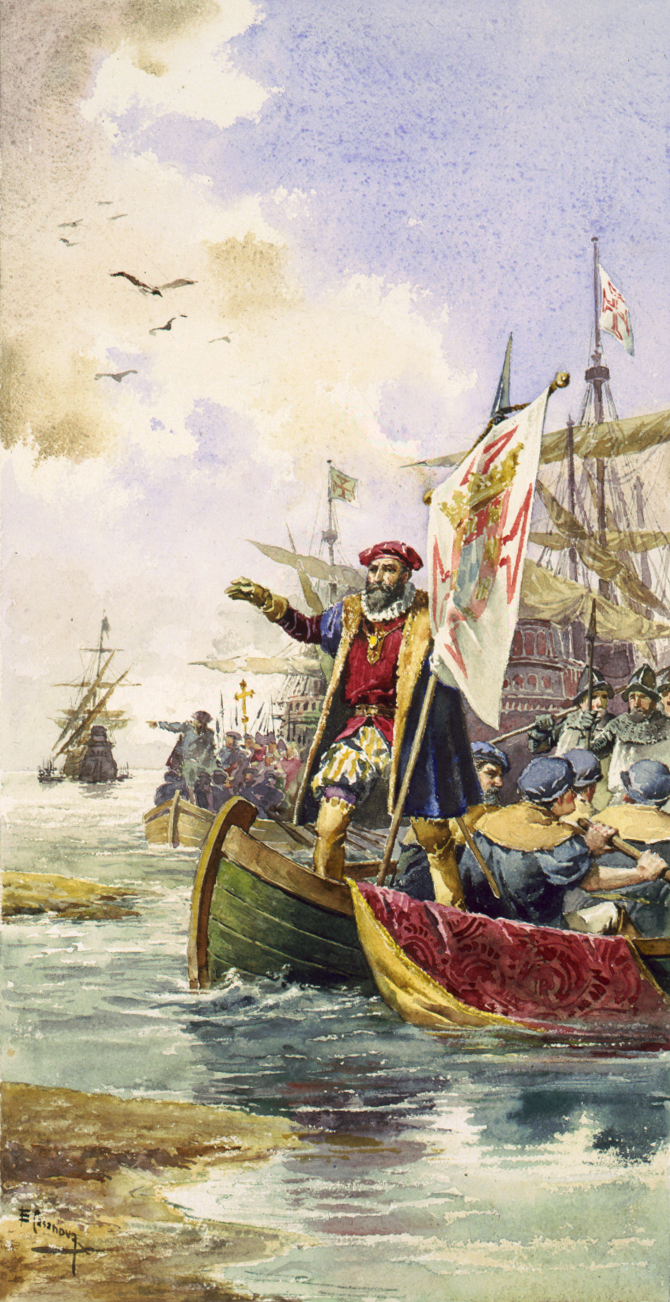
1498: Vasco da Gama chega em Moçambique

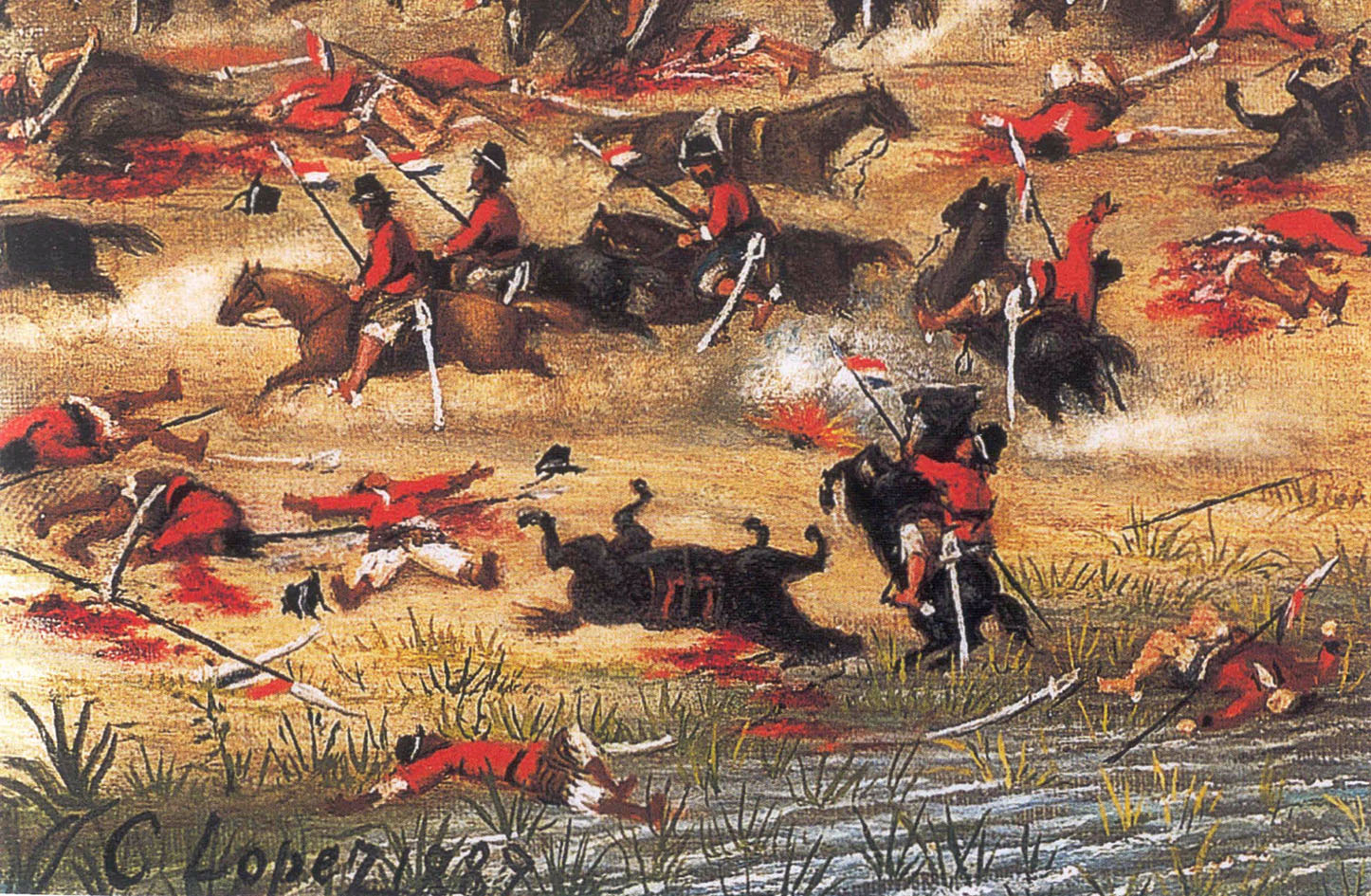
1870: Término da Guerra do Paraguai

- 509 a.C. — Públio Valério Publícola comemora o primeiro triunfo da República Romana após a vitória sobre o rei deposto Tarquínio, o Soberbo na Batalha de Silva Arsia.
- 86 a.C. — Lúcio Cornélio Sula, no comando de um exército da República Romana, entra em Atenas e destitui o tirano Aristíon, que era apoiado por tropas de Mitrídates VI do Ponto encerrando o Cerco de Atenas e do Pireu.
- 0293 — Diocleciano e Maximiano nomeiam Constâncio Cloro e Galério como Césares. Considera-se esta data o início da Tetrarquia, conhecida como Quattuor Principes Mundi ("Quatro Governantes do Mundo").
- 0317 — Crispo e Constantino II, filhos do imperador romano Constantino e Licínio II, filho do imperador Licínio, recebem o título de César.
- 0350 — Vetrânio é convidado por Constantina, irmã de Constâncio II, para se proclamar César.
- 0834 — Imperador Luís I, o Piedoso é restaurado como único governante do Reino Franco. Após sua re-adesão ao trono, seu filho mais velho, Lotário I, foge para a Borgonha.
- 1146 — Papa Eugênio III publica novamente a sua bula Quantum Praedecessores (convocação para a Segunda Cruzada).
- 1290 — Assinado em Leiria, por D. Dinis I de Portugal, o documento Scientiae thesaurus mirabilis, que cria a Universidade de Coimbra.
- 1457 — Fundação da Unitas Fratrum na aldeia de Kunvald, fronteira da Boêmia com a Morávia. É a segunda denominação protestante mais antiga.
- 1476 — Fernando II de Aragão vence na Batalha de Toro os partidários da candidatura real de Joana de Trastâmara.
- 1493 — Caravela La Pinta atraca no porto de Bayona, Espanha, de regresso da América. Foi o primeiro sucesso da expedição de Cristóvão Colombo.
- 1498 — Navegador e explorador português Vasco da Gama chega ao atual Moçambique.
- 1562 — Começam as Guerras religiosas na França com o massacre de 63 huguenotes por católicos em Wassy.
- 1565 — Estácio de Sá lança os fundamentos da cidade de São Sebastião do Rio de Janeiro, em homenagem ao rei Sebastião I de Portugal.
- 1633 — Samuel de Champlain reivindica seu papel de comandante da Nova França em nome do Cardeal de Richelieu.
- 1692 — Sarah Good, Sarah Osborne e Tituba são trazidas perante os magistrados locais em Salem Village, Província da Baía de Massachusetts (provincia ultramarina inglesa na América do Norte) iniciando o que se tornaria conhecido como os julgamentos das bruxas de Salém.
- 1781 — Guerra de Independência dos Estados Unidos: Congresso Continental adota os Artigos da Confederação.
- 1796 — Companhia Holandesa das Índias Orientais é nacionalizada pela República Batava.
- 1811 — Líderes mamelucos são mortos pelo quediva (vice-rei) egípcio Maomé Ali.
- 1815 — O ex-imperador Napoleão Bonaparte retorna à França depois do seu exílio na ilha de Elba.
- 1836 — Uma convenção de delegados de 57 comunidades do Texas reúne-se em Washington-on-the-Brazos, para deliberar sobre a independência do México.
- 1845
  - Término da Revolução Farroupilha no Rio Grande do Sul, Brasil (David Canabarro assina o Tratado de Poncho Verde com o Duque de Caxias).
  - O presidente dos Estados Unidos, John Tyler, assina a lei autorizando o seu país a anexarem a República do Texas.
- 1854
  - Psicólogo alemão Friedrich Eduard Beneke desaparece; dois anos mais tarde seus restos mortais são encontrados em um canal próximo a Charlottenburg, Berlim.
  - Proclamado o Plano de Ayutla com a finalidade de destituir Antonio López de Santa Anna, então presidente do México.
- 1870 — Guerra do Paraguai: o Marechal Francisco Solano López morre durante a Batalha de Cerro Corá, marcando assim o fim da guerra.
- 1871 — O vitorioso Exército Prussiano desfila por Paris, França, após o fim do Cerco de Paris durante a Guerra Franco-Prussiana.[1]
- 1872 — Parque Nacional de Yellowstone, localizado nos estados norte-americanos de Wyoming, Montana e Idaho, é criado como sendo um dos primeiros parques nacionais do mundo.
- 1879 — Bolívia declara guerra ao Chile (Guerra do Pacífico), com o objetivo de abrir um caminho para o Oceano Pacífico.
- 1889 — Durante uma missa celebrada pelo Padre Cícero, a hóstia ministrada pelo sacerdote à religiosa Maria de Araújo se transformou em sangue pela primeira vez, fato que ficou conhecido como 'Milagre do Juazeiro'.
- 1893 — O engenheiro elétrico Nikola Tesla faz a primeira demonstração pública de rádio em St. Louis, Estados Unidos.
- 1894 — Realização das primeiras eleições diretas para presidente da república do Brasil.
- 1896
  - Antoine Henri Becquerel descobre a radioatividade.
  - Batalha de Adwa: um exército etíope derrota uma força italiana em maior número, pondo fim a Primeira Guerra Ítalo-Etíope.
- 1901 — Formado o Exército Australiano.
- 1914 — República da China junta-se à União Postal Universal.
- 1917 — Telegrama Zimmermann é reimpresso em jornais dos Estados Unidos depois que o governo divulgou seu texto decodificado.
- 1919 — Início do Movimento Primeiro de Março na Coreia sob o domínio japonês.
- 1921 — Início da Revolta de Kronstadt após protestos em massa em Petrogrado exigindo maior liberdade na República Socialista Federativa Soviética Russa, com marinheiros e cidadãos pegando em armas contra os bolcheviques.
- 1932 — Sequestro do filho do aviador norte-americano Charles Lindbergh.
- 1941 — Segunda Guerra Mundial: a Bulgária adere ao Pacto Tripartite e junta-se às forças do Eixo, pouco antes de ser invadida pelas forças nazistas.
- 1944 — Segunda Guerra Mundial: bombardeio do Vaticano.
- 1946 — O Banco da Inglaterra é nacionalizado.
- 1947 — Início das operações financeiras do Fundo Monetário Internacional.
- 1950 — Guerra Fria: Klaus Fuchs é condenado por espionar a serviço da União Soviética e revelar a esta dados ultrassecretos do governo dos Estados Unidos sobre a bomba atômica.
- 1954 — Teste de arma nuclear: a Castle Bravo, uma bomba de hidrogênio de 15 megatons, é detonada no Atol de Bikini no Oceano Pacífico, resultando na pior contaminação radioativa já causada pelos Estados Unidos.
- 1956
  - Associação Internacional de Transportes Aéreos (IATA) desenvolve o alfabeto fonético de radiotelefonia para a Organização da Aviação Civil Internacional.
  - Formação do Exército Nacional Popular da Alemanha Oriental.
- 1961
  - Presidente dos Estados Unidos, John F. Kennedy, cria o Corpo da Paz.
  - Uganda torna-se autônoma e realiza suas primeiras eleições.
- 1966
  - Sonda espacial soviética Venera 3 cai em Vênus, tornando-se a primeira nave espacial a alcançar a superfície de outro planeta.
  - O Partido Baath assume o poder na Síria.
- 1971 — O presidente do Paquistão, Yahya Khan, adia indefinidamente a sessão pendente da assembleia nacional, precipitando uma desobediência civil em massa no Paquistão Oriental.
- 1973 — Organização Setembro Negro ataca a embaixada da Arábia Saudita em Cartum, no Sudão, resultando no assassinato de três reféns ocidentais.
- 1982 — Sonda espacial soviética Venera 13 envia à Terra as primeiras imagens coloridas da superfície de Vênus.
- 1983 — O Centro de Lançamento de Alcântara, espaçoporto da Agência Espacial Brasileira no estado do Maranhão, inicia suas operações.
- 1990 — Steve Jackson Games é invadida pelo Serviço Secreto dos Estados Unidos, levando à formação posterior da Fundação Fronteira Eletrônica.
- 1991 — Revoltas contra o presidente Saddam Hussein começam no Iraque, levando à morte mais de 25 mil pessoas, principalmente civis.
- 1992 — Bósnia e Herzegovina declaram sua independência da Iugoslávia.
- 1998 — Titanic torna-se o primeiro filme a ganhar mais de 1 bilhão de dólares em todo o mundo.
- 2000 — Constituição da Finlândia é reescrita.
- 2002
  - Satélite de observação da Terra, Envisat, alcança com sucesso a órbita de 800 km acima da Terra em seu 11º lançamento.
  - Guerra Afegã-Americana: Operação Anaconda começa no leste do Afeganistão.
- 2003 — Corte Penal Internacional realiza sua sessão inaugural em Haia.
- 2006 — Papa Bento XVI renuncia ao título de Patriarca do Ocidente.
- 2008 — Início de uma crise diplomática entre a Colômbia, Equador e Venezuela após a morte de Raúl Reyes, membro do secretariado das FARC na Colômbia.
- 2023 — Incêndios florestais no Canadá causam evacuações e pioram as condições da qualidade do ar em partes da América do Norte.

## Nascimentos

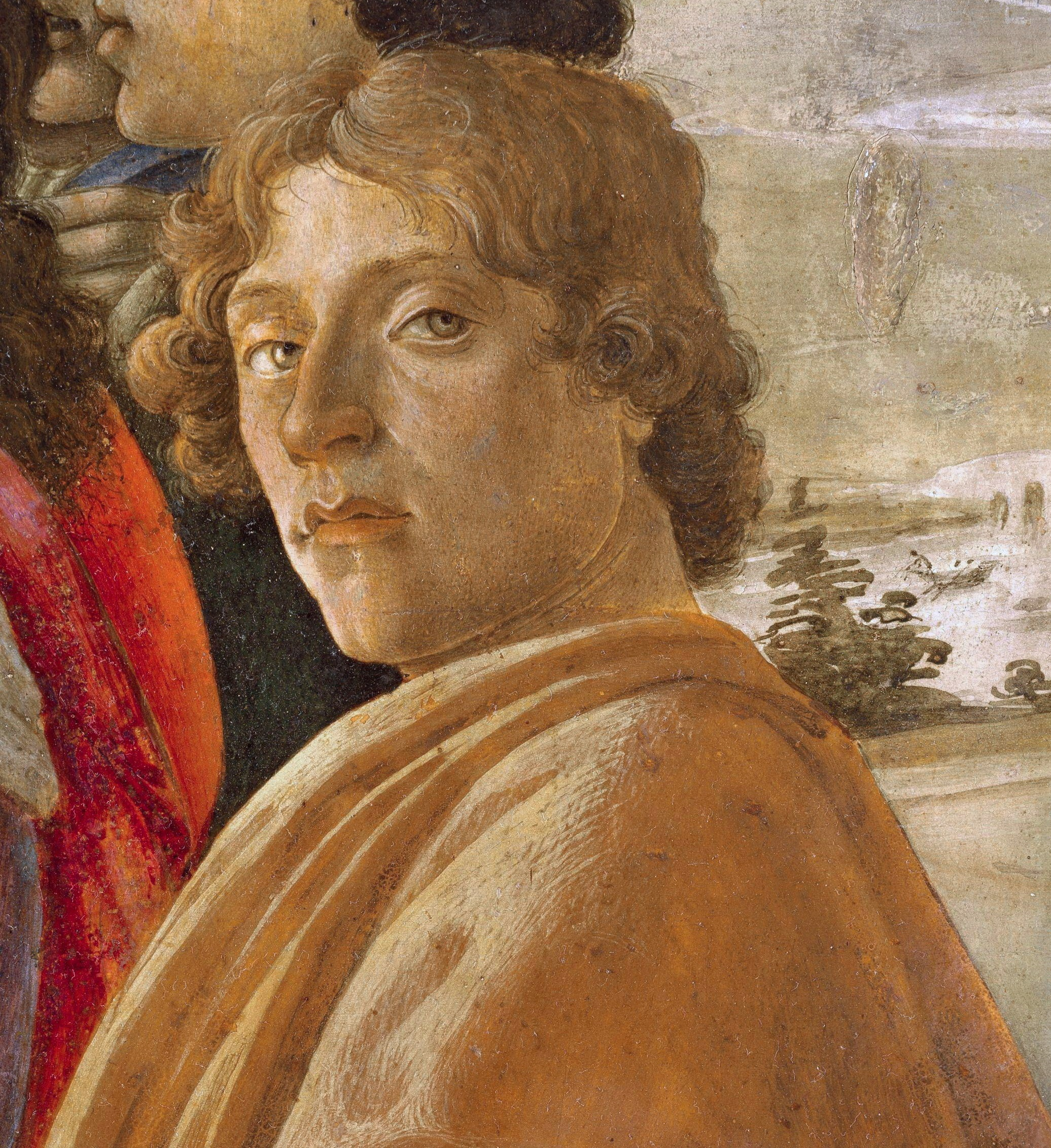
Sandro Botticelli

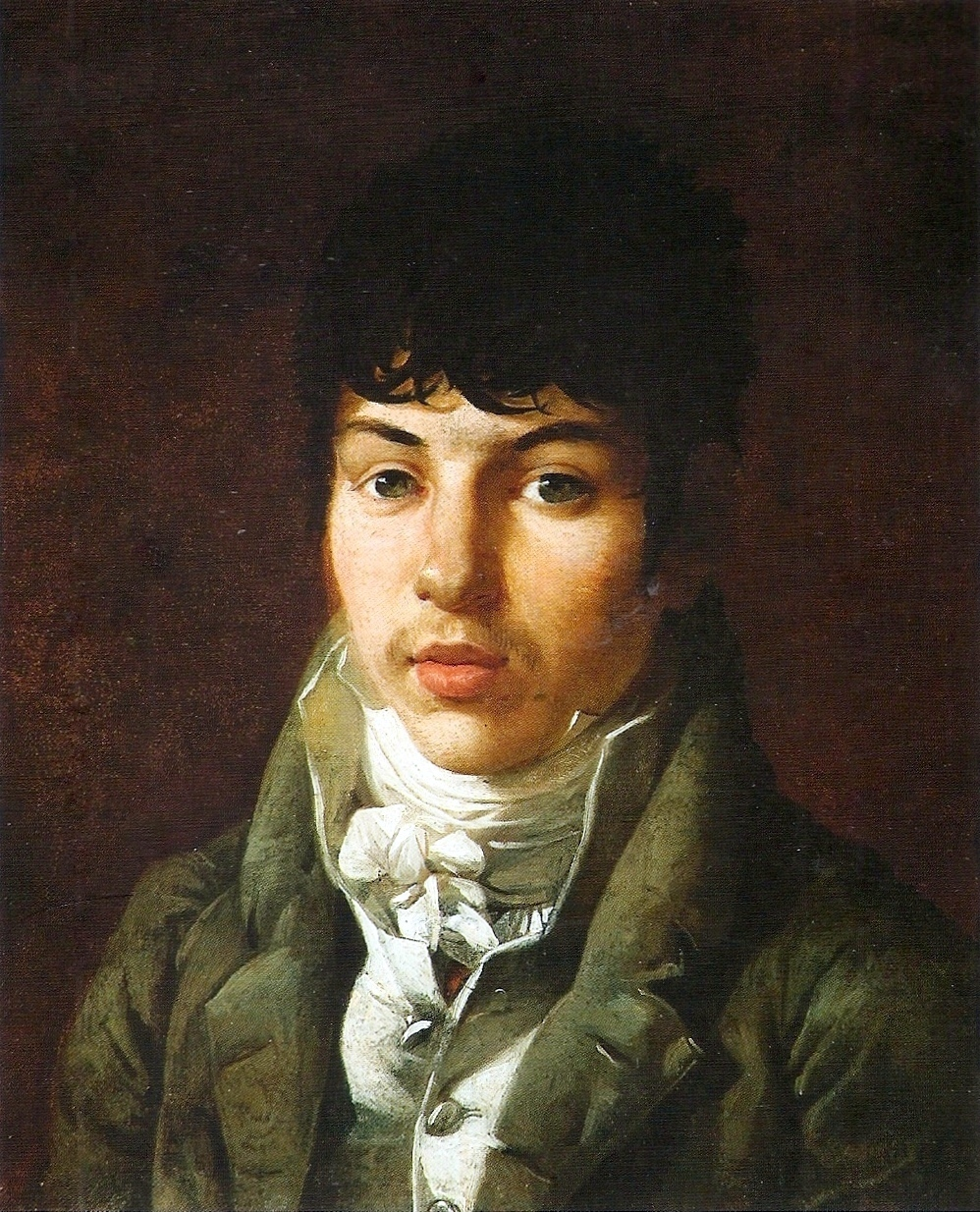
Félix Taunay

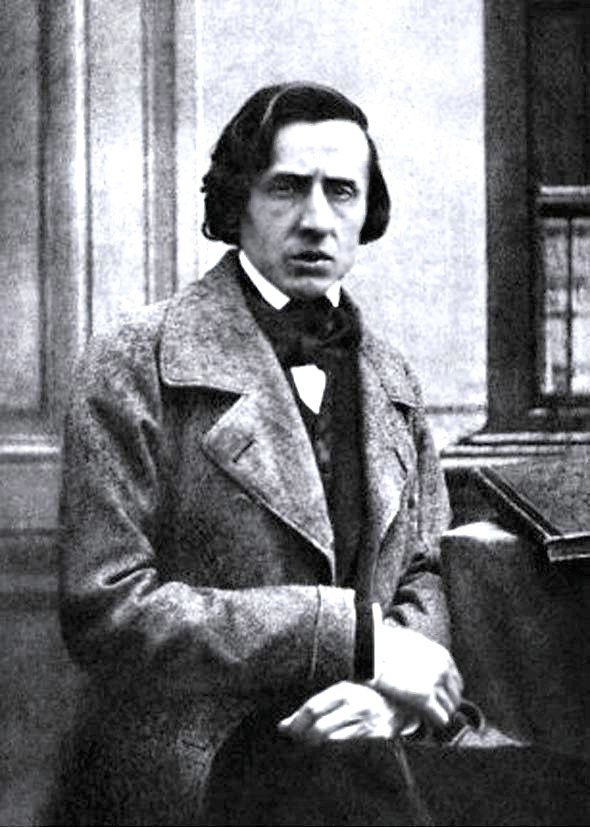
Frédéric Chopin

João Goulart

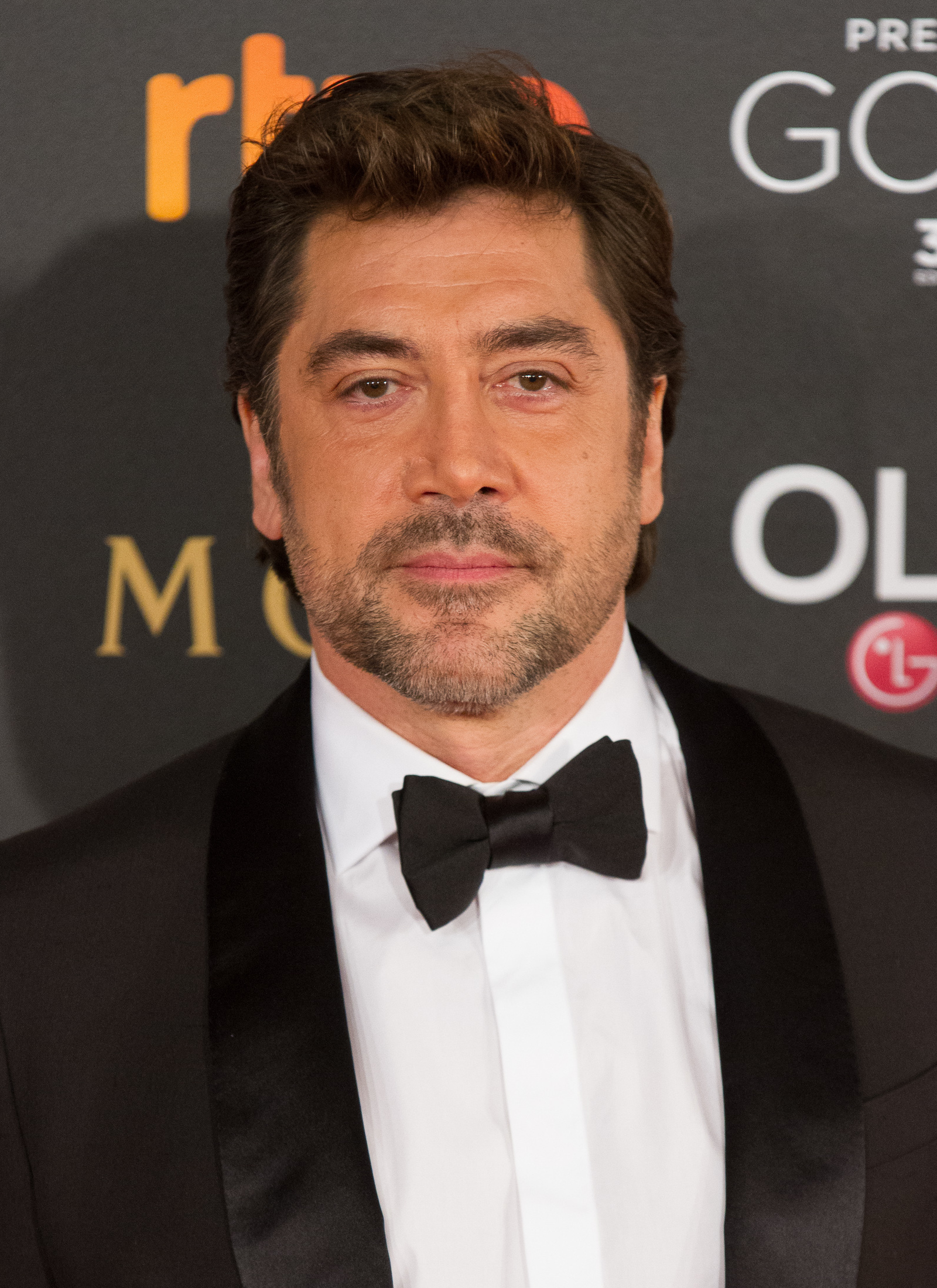
Javier Bardem

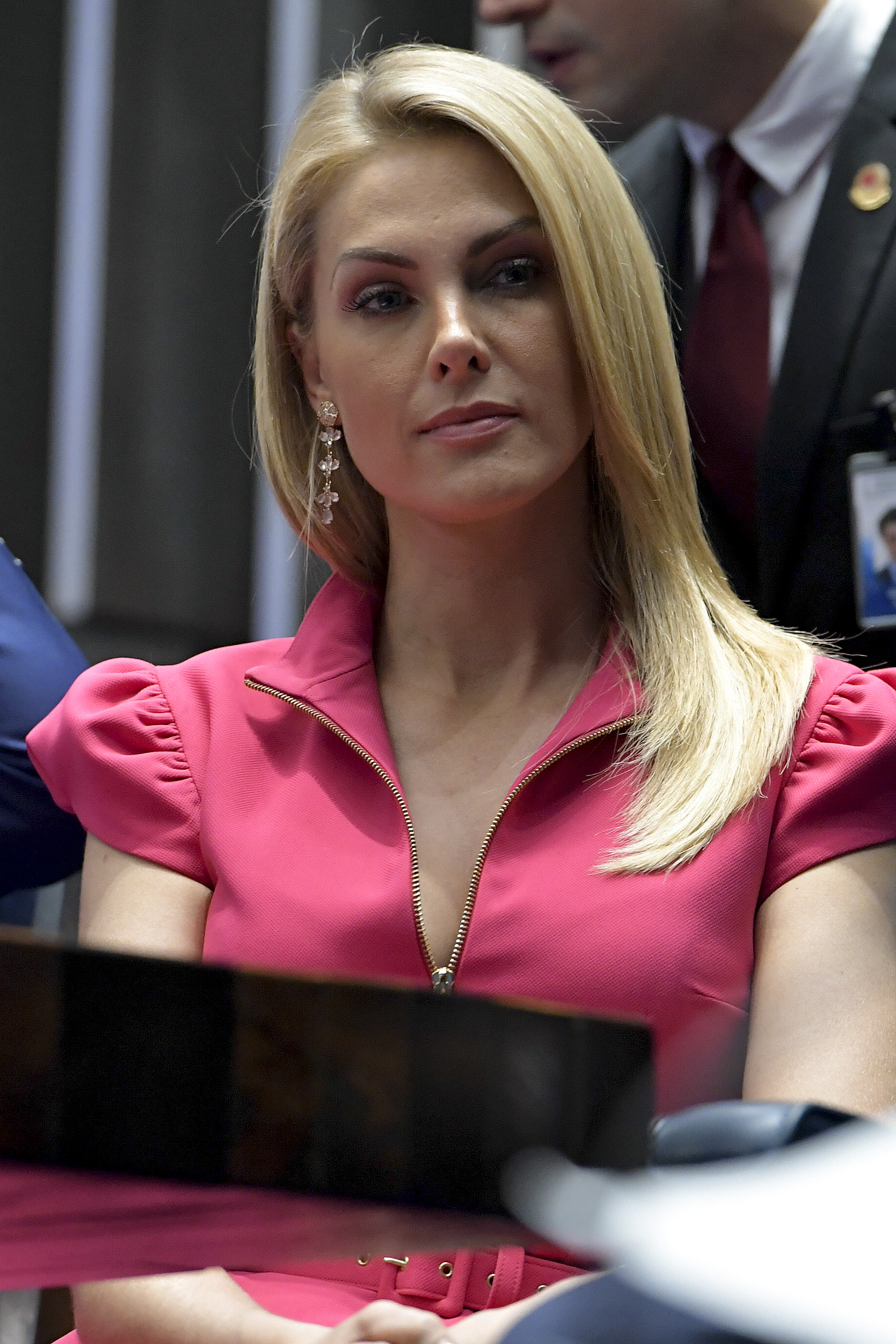
Ana Hickmann

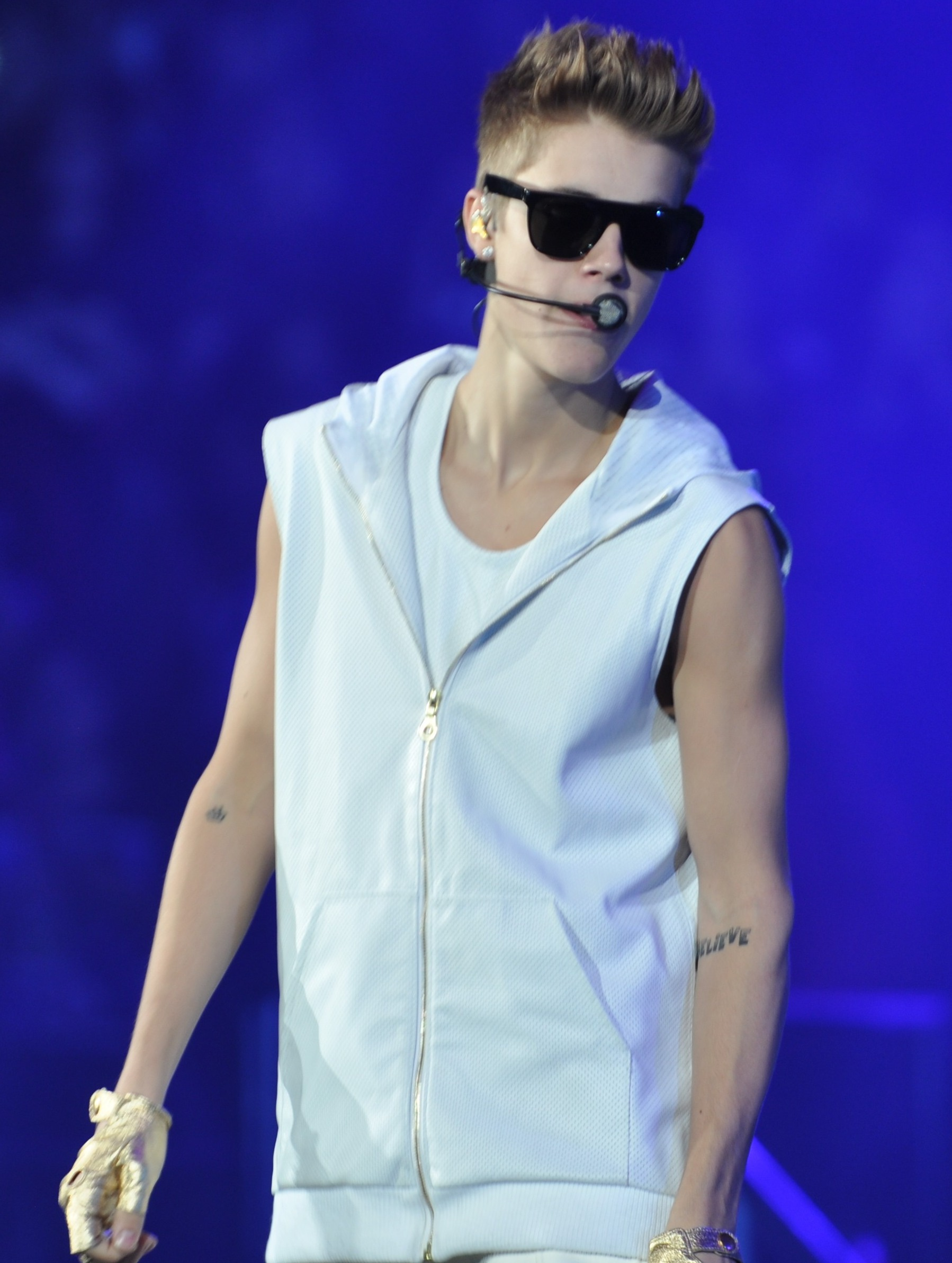
Justin Bieber

### Anteriores ao século XIX
- 0040 — Marcial, poeta latino (m. 102).
- 1105 — Afonso VII de Leão (m. 1157).
- 1389 — Antonino de Florença, arcebispo e santo italiano (m. 1459).
- 1432 — Isabel de Avis, Rainha de Portugal (m. 1455).
- 1445 — Sandro Botticelli, pintor italiano (m. 1510).
- 1456 — Vladislau II da Hungria (m. 1516).
- 1547 — Rudolph Göckel, der Ältere, filósofo alemão (m. 1628).
- 1583 — Frances Egerton, Condessa de Bridgewater (m. 1635).
- 1597 — Jean-Charles della Faille, sacerdote e matemático flamengo (m. 1652).
- 1611 — John Pell, matemático e linguista inglês (m. 1685).
- 1647 — João de Brito, missionário e mártir português (m. 1693).
- 1656 — Maria Ângela Catarina d'Este, princesa de Carignano (m. 1722).
- 1683
  - Tsangyang Gyatso, 6.º Dalai Lama (m. 1706).
  - Carolina de Brandemburgo-Ansbach, rainha e regente britânica (m. 1737).
- 1724 — Manuel do Cenáculo, prelado e antiquário português (m. 1814).
- 1732 — William Cushing, advogado e juiz americano (m. 1810).
- 1757 — Étienne Pierre Ventenat, botânico e bibliotecário francês (m. 1808).
- 1760 — François Buzot, advogado e político francês (m. 1794).
- 1766 — Pierre Hyacinthe Azaïs, filósofo francês (m. 1845).
- 1769 — François-Séverin Marceau, general francês (m. 1796).
- 1795 — Félix Émile Taunay, pintor francês (m. 1881).
- 1798 — Clementina da Áustria, princesa das Duas Sicílias (m. 1881).

### Século XIX
- 1804 — Franz Hanfstaengl, pintor e litógrafo alemão (m. 1877).
- 1807
  - Wilford Woodruff, líder religioso americano (m. 1898).
  - Franz Xaver Fieber, entomologista e botânico tcheco (m. 1872).
- 1810 — Frédéric Chopin, compositor e pianista polonês (m. 1849).
- 1812
  - Augustus Welby Pugin, arquiteto britânico (m. 1852).
  - Nicolae Creţulescu, médico e político romeno (m. 1900).
- 1817 — Giovanni Dupré, escultor e educador italiano (m. 1882).
- 1829 — Álvaro Augusto de Carvalho, dramaturgo brasileiro (m. 1865).
- 1837
  - Georg Ebers, egiptólogo e romancista alemão (m. 1898).
  - William Dean Howells, escritor e crítico literário estadunidense (m. 1920).
  - Manuel Buarque de Macedo, engenheiro, jornalista e político brasileiro (m. 1881).
- 1839 — Luigi Pelloux, general e político italiano (m. 1924).
- 1840 — Adam Ditrik von Bülow, empresário brasileiro (m. 1923).
- 1842 — Nikolaos Gysis, pintor e acadêmico grego (m. 1901).
- 1848 — Augustus Saint-Gaudens, escultor e acadêmico irlandês-americano (m. 1907).
- 1852 — Théophile Delcassé, político francês (m. 1923).
- 1858 — Georg Simmel, sociólogo e filósofo alemão (m. 1918).
- 1868
  - Sofia, duquesa de Hohenberg (m. 1914).
  - Alberto Osório de Castro, poeta português (m. 1946).
- 1870 — Eugenios Antoniadi, astrônomo e acadêmico grego-francês (m. 1944).
- 1876 — Henri de Baillet-Latour, empresário belga (m. 1942).
- 1876 — Arthur Ruppin, político alemão (m. 1943).
- 1880 — Lytton Strachey, crítico literário e escritor britânico (m. 1932).
- 1886 — Oskar Kokoschka, pintor, poeta e dramaturgo austríaco-suíço (m. 1980).
- 1888 — José Agostinho, meteorologista e naturalista português (m. 1978).
- 1890
  - Theresa Bernstein-Meyerowitz, pintora e escritora polonês-americana (m. 2002).
  - Gaetano De Gennaro, pintor e escultor brasileiro (m. 1959).
  - Pedro de Almendra Freitas, político brasileiro (m. 1990).
- 1892
  - Ryūnosuke Akutagawa, escritor e educador japonês (m. 1927).
  - Durval Neves da Rocha, político brasileiro (m. 1961).
- 1896 — Dimitri Mitropoulos, pianista, compositor e maestro grego (m. 1960).
- 1897 — Shoghi Effendi, Guardião da Fé Bahá'í (m. 1957).
- 1899 — Erich von dem Bach-Zelewski, oficial alemão (m. 1972).

### Século XX

#### 1901–1950
- 1904 — Glenn Miller, trombonista, compositor e líder de banda americano (m. 1944).
- 1906 — Phạm Văn Đồng, tenente e político vietnamita (m. 2000).
- 1910
  - David Niven, militar e ator britânico (m. 1983).
  - Archer John Porter Martin, químico e acadêmico britânico, ganhador do Prêmio Nobel (m. 2002).
- 1912
  - Gerald Emmett Carter, cardeal canadense (m. 2003).
  - Boris Chertok, engenheiro e acadêmico polaco-russo (m. 2011).
- 1913
  - Ralph Ellison, romancista e crítico literário americano (m. 1994).
  - Nuno Roland, cantor brasileiro (m. 1975).
- 1914
  - I. Bernard Cohen, cientista e historiador estado-unidense (m. 2003).
  - João Agripino, político brasileiro (m. 1988).
- 1915
  - Rosa Casaco, agente português (m. 2006).
  - Algodão, jogador brasileiro de basquetebol (m. 2001).
- 1916
  - Mário Palmério, escritor brasileiro (m. 1996).
  - Bernardo Gandulla, futebolista argentino (m. 1999).
- 1917
  - Robert Lowell, poeta estado-unidense (m. 1977).
  - Sílvio Rodrigues, professor catedrático brasileiro (m. 2004).
- 1919
  - João Goulart, advogado e político brasileiro, 24.° presidente do Brasil (m. 1976).
  - Franklin Vilas Boas, artista português (m. 1968).
- 1920 — Max Bentley, jogador canadense de hóquei no gelo (m. 1984).
- 1921
  - Terence James Cooke, cardeal americano (m. 1983).
  - Eurico da Fonseca, autodidata português (m. 2000).
- 1922
  - William Gaines, editor americano (m. 1992).
  - Yitzhak Rabin, general e político israelense (m. 1995).
  - Luís Alonso Pérez, treinador brasileiro de futebol (m. 1972).
- 1924
  - Arnold Drake, escritor e roteirista americano (m. 2007).
  - Donald Slayton, militar, aviador e astronauta norte-americano (m. 1993).
  - Benedicto Monteiro, escritor e político brasileiro (m. 2008).
  - Esquerdinha, futebolista brasileiro (m. 2014).
- 1925 — Alexandre do Nascimento, cardeal angolano (m. 2024).
- 1926 — Pete Rozelle, empresário americano (m. 1996).
- 1927
  - Joaquim José Vermelho, jornalista e poeta português (m. 2002).
  - Ruy de Carvalho, ator português.
  - Harry Belafonte, cantor, compositor e ator estadunidense (m. 2023).
  - Cid Pedroso, político brasileiro (m. 1993).
- 1928
  - Daniel Serrão, médico português (m. 2017).
  - Jacques Rivette, diretor, roteirista e crítico francês (m. 2016).
  - Maurício do Valle, ator brasileiro (m. 1994).
  - Seymour Papert, matemático estadunidense (m. 2016).
- 1929 — Georgi Markov, jornalista e escritor búlgaro (m. 1978).
- 1930
  - Raymond St. Jacques, ator estadunidense (m. 1990).
  - Gastone Nencini, ciclista italiano (m. 1980).
- 1931
  - Lamberto Dini, político italiano.
  - Maria de Lourdes Fontão, professora e catequista brasileira (m. 1988).
- 1933 — Félicien Kabuga, empresário ruandês.
- 1934 — Jean-Michel Folon, pintor e escultor belga (m. 2005).
- 1935 — Robert Conrad, ator, locutor de rádio e dublê estadunidense (m. 2020).
- 1938 — Tuiatuia Tamese Efi, político samoano.
- 1939
  - Leo Brouwer, violonista, compositor e maestro cubano.
  - Tzvetan Todorov, filósofo e linguista búlgaro (m. 2017).
- 1941
  - Robert Hass, poeta americano.
  - Armand Forcherio, ex-futebolista monegasco.
- 1942 — Jörg Jarnut, historiador alemão (m. 2023).
- 1943
  - Gil Amelio, empresário norte-americano.
  - José Ángel Iríbar, ex-futebolista e treinador de futebol espanhol.
  - Rashid Sunyaev, astrônomo e físico russo-alemão.
  - Akinori Nakayama, ex-ginasta japonês.
- 1944
  - Roger Daltrey, cantor, compositor, produtor e ator britânico.
  - Denis Piel, fotógrafo e artista francês.
- 1945
  - Aluísio Gama de Souza, político brasileiro.
  - Wilfried Van Moer, futebolista belga (m. 2021).
- 1946
  - Lana Wood, atriz e produtora estadunidense.
  - Luís Abílio de Sousa Neto, político brasileiro (m. 2010).
  - Tony Ashton, pianista, tecladista, cantor e compositor britânico (m. 2001).
  - Paulo Debétio, compositor, produtor musical e cantor brasileiro (m. 2023).
- 1947 — Alan Thicke, ator e compositor canadense-americano (m. 2016).
- 1949
  - Biliu de Campina, cantor e compositor brasileiro (m. 2024).
  - Jorge Aragão, cantor e compositor brasileiro.
- 1950 — Dave Marsh, escritor, jornalista e crítico musical estadunidense.

#### 1951–2000
- 1951 — Marcos Paulo, ator e diretor brasileiro (m. 2012).
- 1952
  - Steven Barnes, escritor estadunidense.
  - Martin O'Neill, ex-futebolista e treinador de futebol britânico.
  - Claude Rifat, biólogo e pesquisador francês (m. 2002).
  - Norberto Díaz, ator argentino (m. 2010).
- 1953
  - Carlos Queiroz, ex-futebolista e treinador de futebol português.
  - José Valmor César Teixeira, religioso brasileiro.
- 1954
  - Ron Howard, ator, diretor e produtor estadunidense.
  - Leão Lobo, jornalista e apresentador de televisão.brasileiro.
- 1955
  - Carlo Briani, ator italiano.
  - Denis Mukwege, médico e ativista congolês.
  - Nil Bernardes, cantor, compositor, produtor musical e jornalista brasileiro.
- 1956
  - Dalia Grybauskaitė, política lituana.
  - Tim Daly, ator, diretor e produtor estadunidense.
- 1957 — Leonilson, artista plástico brasileiro (m. 1993).
- 1958
  - Nik Kershaw, cantor, compositor, guitarrista e produtor britânico.
  - Bertrand Piccard, balonista e psiquiatra suíço.
- 1961
  - Abel Canavarro, teólogo português.
  - Michael Sundin, apresentador de televisão, ator, dançarino e trampolinista inglês (m. 1989).
- 1963
  - Thomas Anders, cantor, compositor e produtor musical alemão.
  - Rob Affuso, músico estado-unidense.
- 1964
  - Luis Medina Cantalejo, ex-árbitro de futebol espanhol.
  - Khalid Sheikh Mohammed, terrorista kuwaitiano.
  - Paul Le Guen, ex-futebolista e treinador de futebol francês.
- 1965
  - Booker T, ex-lutador e comentarista esportivo estadunidense.
  - Chris Eigeman, ator estadunidense.
  - Hwangbo Kwan, ex-futebolista e treinador de futebol sul-coreano.
  - Emil Săndoi, ex-futebolista romeno.
  - Lírio Ferreira, cineasta brasileiro.
- 1966 — Zack Snyder, diretor, produtor e roteirista americano.
- 1967
  - George Eads, ator estadunidense.
  - Aron Winter, ex-futebolista e técnico de futebol surinamês-neerlandês.
  - Stuart Conquest, enxadrista britânico.
- 1968 — Christine Fernandes, atriz brasileira.
- 1969
  - Javier Bardem, ator e produtor espanhol.
  - Marta Obregón Rodríguez, estudante espanhola (m. 1992).
- 1970 — Carlos María Morales, ex-futebolista uruguaio.
- 1971 — Dick Norman, ex-tenista belga.
- 1972
  - Helen King, atriz canadense.
  - Marina Cherkasova, ex-esquiadora russa de estilo livre.
- 1973
  - Jack Davenport, ator britânico.
  - Arnd Meier, ex-automobilista alemão.
  - Jurģis Pučinskis, ex-futebolista letão.
  - Samuel Ipoua, ex-futebolista camaronês.
- 1974
  - Mark-Paul Gosselaar, ator estadunidense.
  - Cara Buono, atriz, roteirista e diretora estadunidense.
  - Márcia Imperator, atriz brasileira.
  - Radim Kučera, ex-futebolista e treinador de futebol tcheco.
  - José Calado, ex-futebolista português.
- 1975 — Rüdiger Kauf, ex-futebolista alemão.
- 1976
  - Alex Debón, motociclista espanhol.
  - Kamau, cantor e skatista brasileiro.
  - Luke Mably, ator britânico
  - Marcelo de Oliveira Guimarães Filho, político brasileiro.
- 1977
  - Rens Blom, ex-atleta de salto com vara neerlandês.
  - Esther Cañadas, modelo e atriz espanhola.
  - Leszek Blanik, ginasta polonês.
  - Silvio Luiz, ex-futebolista brasileiro.
  - Dejan Nemec, ex-futebolista esloveno.
- 1978
  - Jensen Ackles, ator estadunidense.
  - Liya Kebede, modelo e atriz etíope.
  - Stefan Nimke, ciclista alemão.
  - Adriano Silva, empresário e político brasileiro.
- 1979
  - Bruno Langlois, ciclista canadense.
  - Samuel Okunowo, ex-futebolista nigeriano.
  - Ramón Martínez, ator português.
- 1980
  - Diego Gavilán, ex-futebolista paraguaio.
  - Djimi Traoré, ex-futebolista e treinador de futebol franco-malinês.
  - Rosa Windsor, nobre britânica.
- 1981
  - Ana Hickmann, modelo e apresentadora de TV brasileira.
  - Adam LaVorgna, ator estadunidense.
  - Will Power, automobilista australiano.
- 1982
  - Leryn Franco, atleta e modelo paraguaia.
  - Aleksandr Sokolov, jogador de vôlei russo.
- 1983
  - Daniel Carvalho, ex-futebolista brasileiro.
  - Davey Richards, wrestler estadunidense.
  - Lupita Nyong'o, atriz mexicana.
  - Alejandro Claveaux, ator brasileiro.
- 1984
  - Patrick Helmes, ex-futebolista alemão.
  - Boško Janković, ex-futebolista sérvio.
- 1985
  - Andreas Ottl, ex-futebolista alemão.
  - Léia Silva, jogadora de vôlei brasileira.
- 1986
  - Jonathan Spector, ex-futebolista estadunidense.
  - Big E, wrestler estadunidense.
  - Fabrizio Zambrella, ex-futebolista suíço.
- 1987
  - Kesha, cantora, compositora e atriz estadunidense.
  - Emma Twigg, remadora neozelandesa.
- 1988
  - Katija Pevec, atriz estadunidense.
  - Jack Clarke, automobilista britânico.
  - Nolan Roux, futebolista francês.
  - Yasmani Duk, futebolista boliviano.
- 1989
  - Daniella Monet, atriz estadunidense.
  - Carlos Vela, futebolista mexicano.
  - Tenille Dashwood, lutadora profissional australiana.
  - Emeraude Toubia, atriz, apresentadora e modelo canadense.
  - Stanislav Horuna, carateca ucraniano.
- 1990
  - Bruno Peres, futebolista brasileiro.
  - Eric Mathoho, futebolista sul-africano.
- 1991
  - Chanatip Sonkham, taekwondista tailandesa.
  - Zabit Magomedsharipov, lutador russo de artes marciais mistas.
- 1992
  - Joao Plata, futebolista equatoriano.
  - Harold Cummings, futebolista panamenho.
  - Édouard Mendy, futebolista senegalês.
- 1993
  - Josh McEachran, futebolista britânico.
  - Juan Bernat, futebolista espanhol.
  - Carlos Luque, futebolista argentino.
  - Jordan Veretout, futebolista francês.
  - Jandrei, futebolista brasileiro.
- 1994
  - Justin Bieber, cantor e compositor canadense.
  - Tyreek Hill, jogador de futebol americano estadunidense.
  - Park Bo-ram, cantora sul-coreana (m. 2024).
  - David Babunski, futebolista macedônio.
- 1995 — Genta Miura, futebolista japonês.
- 1996
  - Ye Shiwen, nadadora chinesa.
  - Sage Northcutt, lutador norte-americano de artes marciais mistas.
- 1997 — João Klauss de Mello, futebolista brasileiro.
- 1999
  - Fernando dos Santos Pedro, futebolista brasileiro.
  - Larissa Pimenta, judoca brasileira.
- 2000
  - Sarolta Kovács, pentatleta húngara.
  - Ahmed El-Gendy, pentatleta egípcio.

## Mortes

### Anteriores ao século XIX
- 0491 — Papa Félix III (n. 440).
- 0589 — Davi de Menévia, bispo e santo galês (n. 500).
- 0965 — Papa Leão VIII (n. 915).
- 0977 — Rosendo de Celanova, bispo galego (n. 907).
- 0991 — En'yu, imperador do Japão (n. 959).
- 1058 — Ermesinda de Carcassona, condessa e regente de Barcelona (n. 972).
- 1131 — Estêvão II da Hungria (n. 1101).
- 1233 — Tomás I, conde de Saboia (n. 1176).
- 1383 — Amadeu VI de Saboia (n. 1334).
- 1510 — Francisco de Almeida, explorador português (n. 1460).
- 1536 — Bernardo Accolti, poeta italiano (n. 1465).
- 1586 — Amália de Cleves, poetisa alemã (n. 1517).
- 1620 — Thomas Campion, poeta e compositor inglês (n. 1567).
- 1633 — George Herbert, poeta e orador inglês (n. 1593).
- 1643 — Girolamo Frescobaldi, pianista e compositor italiano (n. 1583).
- 1672 — Maria Teresa de França (n. 1667).
- 1697 — Francesco Redi, médico e poeta italiano (n. 1626).
- 1773 — Luigi Vanvitelli, arquiteto italiano (n. 1700).
- 1792 — Leopoldo II do Sacro Império Romano-Germânico (n. 1747).

### Século XIX
- 1831 — Karoline de Manderscheid-Blankenheim, princesa de Liechtenstein (n. 1768).
- 1836 — Miguel Barragán, militar e político mexicano (n. 1789).
- 1841 — Claude Victor-Perrin, general e político francês (n. 1764).
- 1847 — Jules Paul Benjamin Delessert, banqueiro e naturalista francês (n. 1733).
- 1854 — Friedrich Eduard Beneke, filósofo e psicólogo alemão (n. 1798).
- 1862 — Peter Barlow, matemático e físico britânico (n. 1776).
- 1865 — Ana Pavlovna da Rússia, rainha consorte dos Países Baixos (n. 1795).
- 1870 — Francisco Solano López, político paraguaio (n. 1827).
- 1875 — Tristan Corbière, poeta e educador francês (n. 1845).
- 1878 — Johann Baptist Alzog, teólogo alemão (n. 1808).
- 1879 — Joachim Heer, político suíço (n. 1825).
- 1881 — Cândido Mendes de Almeida, jornalista e político brasileiro (n. 1818).
- 1883 — Henry Holmes Croft, cientista britânico (n. 1820).
- 1884 — Isaac Todhunter, matemático e acadêmico britânico (n. 1820).
- 1897 — Jules de Burlet, político belga (n. 1844).

### Século XX
- 1909 — Maria Teresa de Bourbon-Duas Sicílias (n. 1867).
- 1911 — Jacobus Henricus van 't Hoff, químico e acadêmico neerlandês-alemão, ganhador do Prêmio Nobel (n. 1852).
- 1912 — Ludvig Holstein-Ledreborg, político dinamarquês (n. 1839).
- 1920
  - Joseph Trumpeldor, militar russo e ativista sionista (n. 1880).
  - Manuel Otávio de Sousa Carneiro, político brasileiro (n. 1881).
- 1921 — Adalbert Ricken, micologista alemão (n. 1851).
- 1922 — Pichichi, futebolista espanhol (n. 1892).
- 1923 — Ruy Barbosa, jurista, jornalista e político brasileiro (n. 1849).
- 1924 — Luísa Maria da Bélgica (n. 1858).
- 1926 — Camilo Pessanha, poeta português (n. 1867).
- 1932 — Librado Rivera, jornalista mexicano (n. 1864).
- 1934 — Charles Webster Leadbeater, clérigo, teósofo e ocultista britânico (n. 1847).
- 1936
  - Mikhail Kuzmin, escritor e poeta russo (n. 1871).
  - Manuel Luís Coelho da Silva, bispo português (n. 1859).
- 1938 — Gabriele d'Annunzio, jornalista e político italiano (n. 1863).
- 1940 — Anton Hansen Tammsaare, escritor estoniano (n. 1878).
- 1942 — Ferdinand Albin Pax, botânico alemão (n. 1858).
- 1943 — Alexandre Yersin, médico e bacteriologista suíço-francês (n. 1863).
- 1949 — Isidro Barcelos Bettencourt, político português (n. 1886).
- 1950 — Alfred Korzybski, filósofo polonês (n. 1879).
- 1952 — Mariano Azuela, médico e escritor mexicano (n. 1873).
- 1959
  - Maria Dolores Segarra, religiosa espanhola (n. 1921).
  - João de Oliveira, político brasileiro (n. 1891).
- 1968 — Alfred Ade, veterinário, botânico e micólogo alemão (n. 1876).
- 1970 — Aluísio Lopes de Carvalho Filho, político brasileiro (n. 1901).
- 1974 — Bobby Timmons, pianista e compositor americano (n. 1935).
- 1976 — Jean Martinon, maestro e compositor francês (n. 1910).
- 1979
  - Mustafa Barzani, político iraquiano-curdo (n. 1903).
  - Dolores Costello, atriz estadunidense (n. 1903).
- 1980 — Dixie Dean, futebolista britânico (n. 1907).
- 1983 — Arthur Koestler, jornalista e escritor húngaro-britânico (n. 1905).
- 1984 — Jackie Coogan, ator estado-unidense (n. 1914).
- 1988 — Joe Besser, comediante e ator americano (n. 1907).
- 1991 — Edwin Land, cientista e empresário americano (n. 1909).
- 1995
  - César Rodríguez Álvarez, futebolista e treinador espanhol (n. 1920).
  - Georges Köhler, biólogo e acadêmico alemão, ganhador do Prêmio Nobel (n. 1946).
  - Simon Cornelis Dik, linguista neerlandês (n. 1940).
- 1996 — Vergílio Ferreira, escritor português (n. 1916).
- 1998
  - Cláudio Villas-Bôas, sertanista e indigenista brasileiro (n. 1916).
  - Archie Goodwin, escritor e ilustrador americano (n. 1937).

### Século XXI
- 2003 — Camacho Costa, ator português (n. 1946).
- 2004 — Augusto da Costa, futebolista brasileiro (n. 1920).
- 2006
  - Peter Osgood, futebolista britânico (n. 1947).
  - Jack Wild, ator britânico (n. 1952).
- 2007
  - Caio Flávio Prates da Silveira, médico e escritor brasileiro (n. 1921).
  - Carvalhinho, ator e humorista brasileiro (n. 1927).
  - Colette Brosset, atriz, cenógrafa e argumentista francesa (n. 1922).
  - Manuel Galrinho Bento, futebolista português (n. 1948).
- 2008
  - Haroldo de Andrade, empresário e radialista brasileiro (n. 1934).
  - Raúl Reyes, guerrilheiro colombiano (n. 1948).
- 2009 — Batista Tagme Na Waie, militar guineense (n. 1949).
- 2010
  - Barry Hannah, escritor norte-americano (n. 1942).
  - Clifton Forbes, atleta olímpico jamaicano (n. 1946).
  - Kristian Digby, apresentador e diretor britânico de televisão (n. 1977).
  - Paul Kim Ok-kyun, bispo católico sul-coreano (n. 1925).
  - Perry Brooks, jogador de futebol americano estadunidense (n. 1954).
  - Pierre Monneret, motociclista francês (n. 1931).
  - Ruth Kligman, pintora norte-americana (n. 1930).
  - Slavko Fras, jornalista esloveno (n. 1928).
  - Tatjana Dmitrieva, política e médica russa (n. 1951).
  - Vladimir Ilyushin, aviador e piloto russo de testes (n. 1927).
- 2012
  - Andrew Breitbart, jornalista e editor americano (n. 1969).
  - Germano Mosconi, jornalista italiano (n. 1932).
  - Lucio Dalla, cantor e compositor italiano (n. 1943).
- 2014 — Alain Resnais, diretor, cineasta e roteirista francês (n. 1922).
- 2018 — María Rubio, atriz mexicana (n. 1934).
- 2019 — Zhores Alferov, físico bielorrusso (n. 1930).
- 2021 — Frederico Campos, político brasileiro (n. 1927).
- 2024
  - Iris Apfel, empresária e designer de moda estadunidense (n. 1921).
  - Akira Toriyama, mangaká japonês (n. 1955).

## Feriados e eventos cíclicos
- Dia Internacional da Proteção Civil
- Dia da Discriminação Zero
- Dia da Independência da Bósnia e Herzegovina (1992)
- Dia da Independência da Coreia do Sul (Samiljeol;  삼일절)
- Festival da Primavera (Martenitsa) na Bulgária
- Festival da Matronália, em honra à deusa Hera, protetora da família na antiga Grécia e na Roma antiga
- Ano-Novo no Império Romano
- O fogo sagrado de Roma era renovado no Império Romano (ver Vesta)
- Dia de São David no País de Gales
- Festival da Primavera (Mărţişor) na Romênia e Moldávia (assemelha-se vagamente ao Dia de São Valentim)
- Último dia (4 ou 5) do Ayyám-i-Há (dias intercalados) na Fé Bahá'í, dias no calendário Bahá'í devotados ao serviço e a dar presentes.

### Brasil
- Aniversário dos municípios de Águas Vermelhas, Bandeira do Sul, Belo Oriente, Buritis, Felisburgo, São Tomé das Letras, Ibirité,Itacambira, Itamarati de Minas, Ibitiúra de Minas e São Sebastião da Bela Vista, em Minas Gerais.
- Aniversário do município do Rio de Janeiro, capital do estado do Rio de Janeiro.
- Aniversário do município de Muniz Freire, Espírito Santo.
- Aniversário do município de São José, Santa Catarina
- Aniversário do município de Três Marias

### Portugal
- Fundação do Castelo dos Templários - Feriado Municipal de Tomar

### Cristianismo
- Albino de Angers
- Davi de Menévia
- Papa Félix III
- Rosendo de Celanova

## Outros calendários
- No calendário gregoriano a epacta do dia é *.
- No calendário judaico, Purim nos seguintes anos (ao longo do século XXI): 2018, 2029, 2037, 2067 e 2075.
- No calendário litúrgico tem a letra dominical D para o dia da semana.
- No calendário romano era o dia das calendas de março.